# Randy Weber (Skispringer)
Raymond „Randy“ Weber (* 22. Mai 1977 in Steamboat Springs, Colorado) ist ein ehemaliger US-amerikanischer Skispringer.

## Werdegang
Weber begann seine internationale Karriere 1993 im Skisprung-Continental-Cup. Am 14. Dezember 1993 gab er sein Debüt im Skisprung-Weltcup. Im italienischen Predazzo konnte er dabei mit Platz 26 auch erstmals Weltcup-Punkte gewinnen. Auch beim Neujahrsspringen innerhalb der Vierschanzentournee 1993/94 in Garmisch-Partenkirchen gewann er mit dem 29. Platz zwei Weltcup-Punkte. Auf Grund dieser Entwicklung gehörte er zum US-amerikanischen Aufgebot für die Olympischen Winterspiele 1994 in Lillehammer. Mit nur 16 Jahren erreichte er dort von der Normalschanze den 44. und von der Großschanze den 53. Platz. Im Teamspringen erreichte er gemeinsam mit Greg Boester, Ted Langlois und Kurt Stein den 11. Platz. Bei der Nordischen Skiweltmeisterschaft 1995 im kanadischen Thunder Bay sprang er von der Normalschanze auf den 33. und von der Großschanze auf den 46. Platz. Die folgende Weltcup-Saison 1995/96 wurde die erfolgreichste seiner Karriere. In Predazzo erreichte er mit dem 6. Platz erstmals eine Platzierung unter den besten zehn und zudem das höchste Einzelresultat seiner Karriere. Am Ende der Saison belegte er mit 66 Punkten den 52. Platz in der Weltcup-Gesamtwertung. Bei der Skiflug-Weltmeisterschaft 1996 am Kulm flog er auf den 47. Platz. Am 8. Dezember 1997 sprang er in Villach zum letzten Mal im Weltcup und beendete das Springen von der Normalschanze auf dem 48. Platz. Anschließend sprang er bis zum Saisonende nur noch im Continental Cup. Seine aktive Karriere beendete Weber mit dem Start bei den Olympischen Winterspielen 1998 in Nagano. Dort erreichte er von der Normalschanze den 49. und von der Großschanze den 50. Platz. Im Teamspringen erreichte er gemeinsam mit Mike Keuler, Alan Alborn und Casey Colby den 12. Platz.